# 옛경춘로
옛경춘로(Yetgyeongchun-ro)는 강원특별자치도 춘천시 신동면에서 춘천시 근화동 공지사거리를 잇는 도로이다.

## 주요 경유지
강원특별자치도
- 춘천시 (신동면 . 강남동 . 근화동)

## 노선
| 이름          | 접속 노선              | 소재지 | 소재지 | 비고 |
| ------------- | ---------------------- | ------ | ------ | ---- |
| (이름없음)    | 국도 제46호선 (경춘로) | 춘천시 | 신동면 |      |
| (이름없음)    | 스포츠타운길           | 춘천시 | 강남동 |      |
| (이름없음)    | 은의로 자라우세길      | 춘천시 | 강남동 |      |
| 삼천사거리    | 스포츠타운길           | 춘천시 | 강남동 |      |
| 공지천교      |                        | 춘천시 | 강남동 |      |
|               | 근화동                 | 춘천시 |        |      |
| 공지사거리    | 국도 제46호선 (영서로) | 춘천시 |        |      |
| 중앙로와 직결 |                        |        |        |      |

## 주요 시설및 건물
- GS칼텍스 금강산주유소 (옛경춘로 721/삼천동 82-5)
- 쉐보레 춘천서비스센터 (옛경춘로 739/삼천동 769)
- E1 춘천개인택시가스충전소 (옛경춘로 743/삼천동 768)
- GS25 춘천파크자이점 (옛경춘로 777/삼천동 43-3)
- GS25 춘천뉴공지천점 (옛경춘로 839/삼천동 15-6)